# 10450 Girard
10450 Girard è un asteroide della fascia principale. Scoperto nel 1967, presenta un'orbita caratterizzata da un semiasse maggiore pari a 2,3772938 UA e da un'eccentricità di 0,1962075, inclinata di 7,93421° rispetto all'eclittica.
L'asteroide è dedicato a Terrence Girard, un ricercatore del dipartimento di Astronomia dell'Università di Yale.